# P·G·T·博雷加德
皮埃尔·古斯塔夫·图唐-博雷加德（英語：Pierre Gustave Toutant-Beauregard，1818年5月28日—1893年2月20日），美国作家、政治家、发明家、军官，原為美國陸軍少校，美国内战期间担任美利坚联盟国军队（南軍）上將。